# Ophidiaster helicostichus
Ophidiaster helicostichus is een zeester uit de familie Ophidiasteridae.
De wetenschappelijke naam van de soort werd in 1889 gepubliceerd door Percy Sladen.